# Oppersdorfové
Oppersdorfové (též Oppersdorffové, páni z Oprštorfu, německy Opersdorf) jsou starobylý šlechtický rod, pocházející ze Slezska, z vesnice Wierzbięcice (Polsko), německy psáno Oppersdorf, nedaleko polského města Nysa.

## Historie
Původ rodu se odvozuje od hrabat z Thiersteinu (Grafen von Thierstein), nebo též Tierstein, někdy jsou psáni také hrabata z Hombergu, Honbergu, Hochinbercu nebo Hochenbergu a Hohenbergui.
Rod patřil k původní šlechtě v Horním Slezsku, později také v Dolním Slezsku. Vlastnili hrabství v Haliči, Čechách, na Moravě a Dolních Rakousích. Jedna z linií se nazývá podle Solms-Braunfelského panství, od roku 1969 pak Oppersdorff Solms-Braunfels. Dva členové rodu užívají od roku 1945 díky tzv. šlechtické adopci titulu princ z Radziwillu.
Jsou doloženi tři členové rodu - Jan (Hans), Jiří Maxmilián († 15. únor 1607) jeho manželkou byla Anna Popelovna z Lobkovic na Chlumci a nejmladší byl Vilém. Nejstarší z bratrů Jan (†1584) bojoval jako žoldnéř na mnoha bojištích Evropy ve službách císaře Karla V. a jeho bratra Ferdinanda I. Habsburského, kterému pomáhal potlačit české stavovské povstání. Byl císařským komorníkem a hejtmanem Opolského knížectví. Ferdinand I. mu za jeho služby daroval panství Dub a Frýdštejn, další statky Jan získal sňatkem (okolo roku 1561) s Magdalénou von Zedlitz, jednalo se o město Horní Hlohov (Głogówek, Polsko) a zboží (zámek). Část majetku koupil, například Osečnou, Heřmanův Městec, Týniště nad Orlicí a Častolovice. Zemřel v roce 1584 bez dědiců. Po jeho smrti zdědil majetek jeho synovec Jiří II. Maxmilián (†1606), jeho matkou byla Hedvika Kolchreiter z Lobšic (†1580), měl bratra Bedřicha (1547 – 14. únor 1615, zámek Častolovice) a sestru Hedviku (1557 – 15. květen 1580). V roce 1595 získal dědičná práva i pro své potomky.
Jiří II. spolu s bratrem Fridrichem II. byli uznání 12. února 1601 svobodnými pány v Českém království. Syn Jiřího II. Jiří III. byl 22. června 1626 jmenován ve Vídni říšským hrabětem. Jeho bratři – Fridrich a Václav byli jmenování hrabaty 30. dubna 1635.
- Jan Fridrich vlastnil pouze statečky Brod u Jaroměře, který byl navíc podřízen správě z Heřmanic a spolu s nimi dokonce až pod Choustníkovo Hradiště, Kozlí a Slavětice.  Nicméně Brod i ostatní majetky mu byly jako protestantovi nakonec zkonfiskovány. V roce 1614 se ořenil s vdovou po Danielovi Skalském z Dubu na Křenovicích, s Bohunkou Bohdaneckou z Hodkova a na Hrádku nad Páchem, narozenou 1560 na Hostačově, která zemřela 20.6. 1617 a je pochována v Bračickém kostelu sv. Václava. Nicméně Brod i ostatní majetky  byly Janovi Fridrichovi jako protestantovi nakonec zkonfiskovány a on sám po zkonfiskování majetků odešel jako protestant do exilu. Jeho potomci  žijí po dnes av německém Braunfeldu, nedaleko pod hradem, v malém domku.

- Jiří III. z Oppersdorffu (1588–16.5.1651) byl 22.8.1626 povýšen do stavu říšských hrabat, získal zámek Ratibořice, 20. února 1642 vytvořil z majetku v Horním Hlohově tzv. fideikomis. Byl císařský komorník, pokladník a také hejtman Opolského knížectví. Kolem roku 1634 dal v Hlohově postavit kapli Božího hrobu. V roce 1636 koupil slezské panství Frýdek.[1] Byl třikrát ženat: první manželka Benigna Polyxena z Promnice († 1631), druhá manželka Ester Barbara hraběnka von Meggau; třetí manželka Alžběta Konstancie von Pöttingen († 1666), jako vdova roku 1659 založila poustevnu Pražského Jezulátka při kostele Panny Marie Vítězné v Praze (pamětní deska poustevny je vsazen na fasádě kostela).

Synové byli dvojčata a pocházeli z prvního manželství:
- 1. Matyáš Rudolf (1623–1666), získal český hraběcí stav 26.3.1652,
- 2. František Eusebius z Oppersdorffu (1623–17.3.1691), získal český hraběcí stav 26.3.1652, manželka Salomena Katharina Petrovič.[2]

V období Polsko-švédské války (1655–1660) také známé jako Švédská potopa, poskytl hrabě František Eusebius Oppersdorff (1623-1691) na svém zámku útočiště polskému králi Janu II. Kazimíru Vasovi (1609–1672) a jeho manželce Ludovice Marii Gonzagové (1611–1667). Král s manželkou pobývali na Horním Hlohově od 12. října do 18. prosince 1655. Během zasedání Sejmu v roce 1683 získal potvrzení na polský šlechtický titul hraběte spolu s erbem Kohouta (Bílý kohout). Byla to odměna za zásluhy v boji proti Švédským vojskům. Byl také majitelem panství Pržno. Zasadil se o přestavbu zámku ve Frýdku.
Tradiční vírou se pro Oppersdorffy stalo katolictví, pouze bratři Vilém a Jan Fridrich museli po Bílé hoře emigrovat.
- Václav z Oppersdorfu vykonával mnoho významných úřadů na Opavsku a Krnovsku, byl dvakrát ženat. O většinu svých rodových statků svou nehospodárností přišel. Zemřel v roce 1688, svému staršímu synovi Heřmanovi odkázal pouze jedinou vesnici - Petrovice (dnes Petrovice u Karviné), mladší syn Václav Vejkart sloužil v armádě.

Další příslušníci rodu sloužili v císařských službách. Později založili tzv. slezskou větev. Mladší větev rodu vymřela, členové starší a slezské větve žijí dodnes.
Česká větev Oppersdorffů získala hraběcí titul již v roce 1700, ale na Moravě a ve Slezsku by uznán až roku 1746.

### Významní členové
- Fridrich (†1592) [7] - nechal přestavět zámek Častolovicích, spolu se svou manželkou Magdalenou z Donína.
- Jiří III. z Oppersdorffu (1588–1651) - vnuk Jiřího I. z Oppersdorfu. Roku 1626 byl povýšen do stavu říšských hrabat, roku 1636 odkoupil panství Frýdek. Dal postavit kostel na Prašivé a dne 5. října 1640 jej dal zasvětit sv. Ignáci z Loyoly. [8]

- František Josef - hrabě z Oppersdorfu, svobodný pán z Dubu a Frýdštejna (22. září 1660, Brno – 23. května 1714, Paskov) byl moravský šlechtic. Zastával funkce ve správě moravských krajů a slezských knížectví, nakonec byl zemským hejtmanem na Moravě (1704–1714).
- Eduard z Oppersdorffu (1800–1889), majorátní pán a poslanec říšského sněmu
- Jan z Oppersdorfu (1832–1877), dědičný pán a člen říšského sněmu Severoněmeckého spolku
- Jan Jiří z Oppersdorffu (1866–1948), fideikomisní pán, zástupce rodového svazku a katolický politik

## Spřízněnost se šlechtickými rody
Spojili se s pány z Donína, Hýrzly, Kounici, Lobkovici, Švamberky, Šliky, Valdštejny či Žerotíny.

## Erb
V původním rodovém erbu nosili hlavu gryfa, který spíše představoval dračí či orlí hlavu. Po roce 1547 bylo do erbu přidáno pole s brněnou rukou držící meč.

## Majetek

### Horní Hlohov
Slezské linii Oppersdorffů patřil Horní Hlohov (Głogówek, Polsko) do roku 1714 se stejnojmenným zámkem. V roce 1781 jej převzala moravská větev rodu. Později přešel na českou větev rodu.
V době napoleonských válek v Evropě se na zámek v roce 1806 uchýlil Ludwig van Beethoven, který prchal před Francouzi. Skladatel pak svému ochránci hraběti Franzi von Oppersdorff (1778–1818) věnoval svoji 4. symfonii. Franz byl rovněž mecenášem Johanna Sedlatzka (1789–1866), flétnisty a skladatele narozeného v Horním Hlohově.
Majitel panství Horní Hlohov byl od 12. října 1854 členem říšského sněmu Pruského království. Hlohovský fideikomis byl rozpuštěn 21. března 1935.

## Galerie

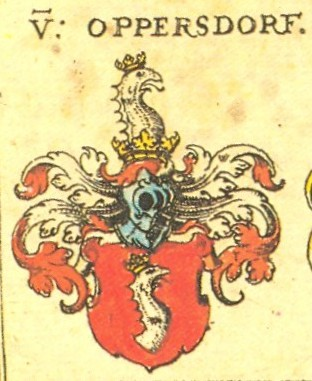
Erb Oppersdorfů
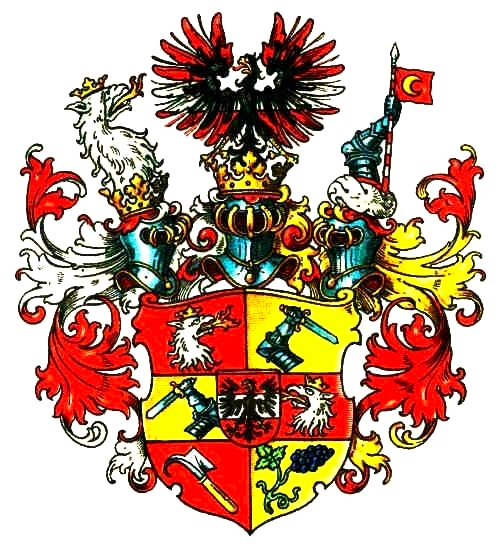
Erb hrabat z Opperdorfu
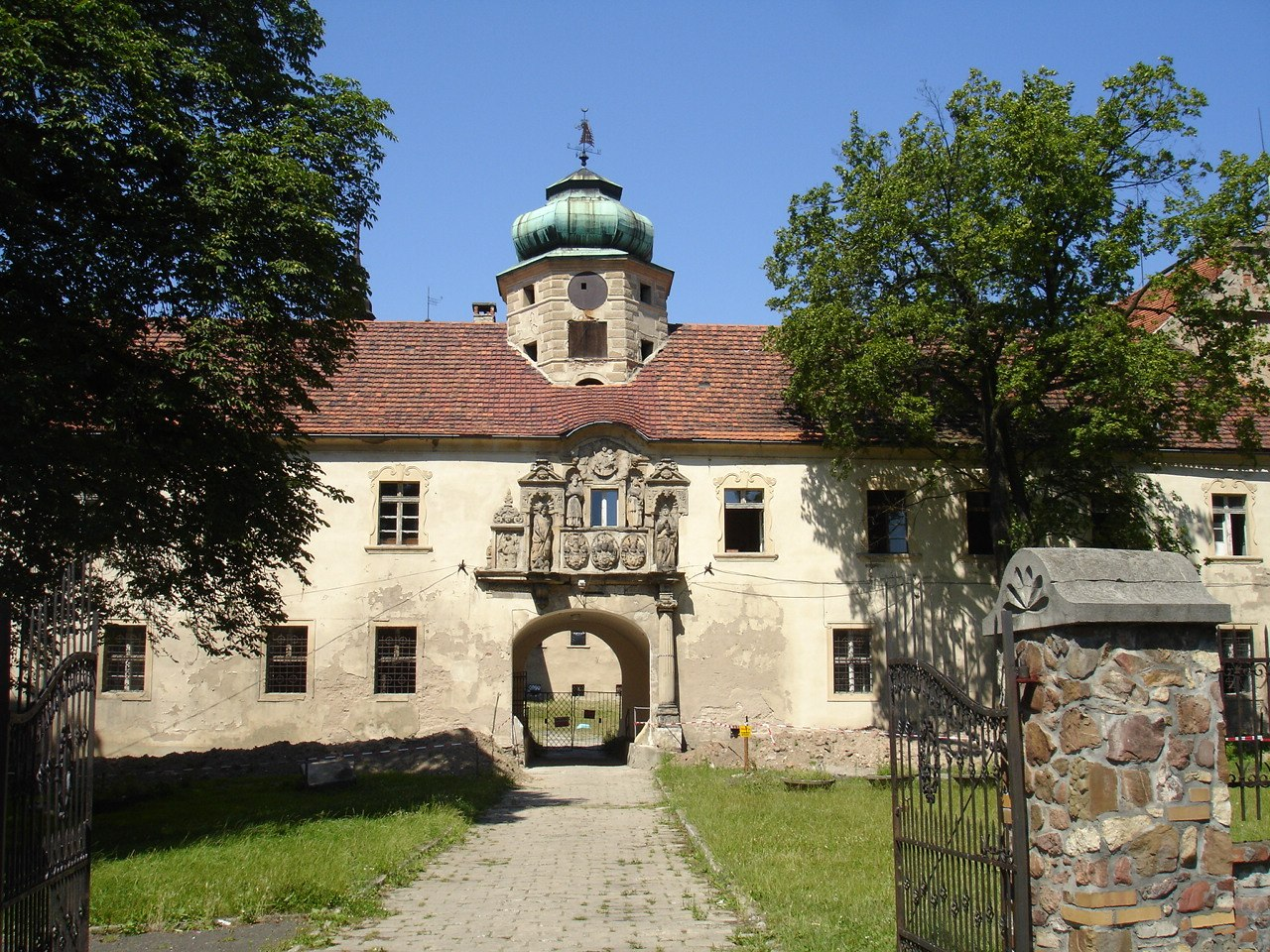
Zámek Horní Hlohov